# مرادآباد (فیروزآباد، سلسله)
مرادآباد (سلسله)، روستایی از توابع بخش فیروزآباد شهرستان سلسله در استان لرستان ایران است. زبان مردم این روستا کردی به گویش لکی است.

## جمعیت
این روستا در دهستان فیروزآباد قرار دارد و بر اساس سرشماری مرکز آمار ایران در سال ۱۳۹۵، جمعیت آن ۳۵ نفر بوده که ۲۰ نفر مرد و ۱۵ نفر زن بوده اند. این در حالی است که جمعیت این روستا در مقایسه با سرشماری سال ۱۳۸۵ ، ۴۸ نفر کاهش داشته است! روستای مرادآباد ۹ خانوار دارد.